# PAE AÉ Láriszasz 1964
Az AÉ Láriszasz, vagy AÉL 1964 (görögül: ΠΑΕ Αθλητική Ένωση Λάρισας 1964, magyar átírásban: PAE Athlitikí Énoszi Láriszasz 1964, nemzetközi nevén: Larissa FC) egy görög labdarúgócsapat, székhelye Láriszában található.
A thesszáliai régió legnevesebb és legnépszerűbb csapata eddig egy alkalommal nyerte meg a görög labdarúgó-bajnokságot és két alkalommal hódította el a görög kupát.
A PAE AÉL 1964 az AÉL 1964 sportegyesület labdarúgó-szakosztálya.

## Sikerei

### Nemzeti
- Görög bajnok:

1 alkalommal (1988)
- Görögkupa-győztes:

2 alkalommal (1985, 2007)

## Eredményei

### Európaikupa-szereplés

#### Összesítve
| Kupa                               | J  | Gy | D | V  | Rg | Kg |
| ---------------------------------- | -- | -- | - | -- | -- | -- |
| Bajnokcsapatok Európa-kupája (BEK) | 2  | 1  | 0 | 1  | 3  | 3  |
| Kupagyőztesek Európa-kupája (KEK)  | 8  | 3  | 3 | 2  | 7  | 5  |
| Európa-liga                        | 2  | 0  | 1 | 1  | 1  | 3  |
| UEFA-kupa                          | 8  | 2  | 0 | 5  | 9  | 15 |
| Intertotó-kupa                     | 2  | 0  | 1 | 1  | 0  | 2  |
| Összesítve                         | 22 | 6  | 5 | 11 | 20 | 28 |

#### Szezonális bontásban
| Idény     | Kupa           | Forduló         | Klub             | 1. mérk. | 2. mérk.   | Össz. |
| --------- | -------------- | --------------- | ---------------- | -------- | ---------- | ----- |
| 1983–1984 | UEFA-kupa      | 1. forduló      | Bp. Honvéd       | 2–0      | 0–3 (h.u.) | 2–3   |
| 1984–1985 | KEK            | 1. forduló      | Siófoki Bányász  | 1–1      | 2–0*       | 3–1   |
| 1984–1985 | KEK            | 2. forduló      | Servette         | 2–1*     | 1–0        | 3–1   |
| 1984–1985 | KEK            | Negyeddöntő     | Gyinamo Moszkva  | 0–0*     | 0–1        | 0–1   |
| 1985–1986 | KEK            | 1. forduló      | Sampdoria        | 1–1*     | 0–1        | 1–2   |
| 1988–1989 | BEK            | 1. forduló      | Neuchâtel Xamax  | 2–1*     | 1–21       | 3–3   |
| 2007      | Intertotó-kupa | 3. forduló      | Kayserispor      | 0–0*     | 0–2        | 0–2   |
| 2007–2008 | UEFA-kupa      | 1. forduló      | Blackburn Rovers | 2–0*     | 1–2        | 3–2   |
| 2007–2008 | UEFA-kupa      | Csoportkör      | Everton          | 1–3      | 1–3        | 1–3   |
| 2007–2008 | UEFA-kupa      | Csoportkör      | Zenyit           | 2–3*     | 2–3*       | 2–3*  |
| 2007–2008 | UEFA-kupa      | Csoportkör      | AZ               | 0–3      | 0–3        | 0–3   |
| 2007–2008 | UEFA-kupa      | Csoportkör      | 1. FC Nürnberg   | 1–3*     | 1–3*       | 1–3*  |
| 2009–2010 | Európa-liga    | 2. selejtezőkör | KR               | 0–2      | 1–1*       | 1–3   |

Megjegyzések:
- A *-gal jelölt mérkőzéseket pályaválasztóként rendezték.
- 1 Tizenegyesekkel 3–0-s arányban a Neuchâtel Xamax jutott tovább.

## Külső hivatkozások
- Az AÉ Láriszasz hivatalos honlapja (görögül)
- Az AÉ Láriszasz adatlapja az uefa.com-on (angolul)